# Bomba (canción)
«Bomba» es una canción del artista congoleño Jessy Matador incluido en su segundo álbum de estudio «Elektro Soukouss». Fue lanzado como sencillo el 12 de septiembre de 2010.
Su versión más conocida es la realizada por el DJ y productor alemán Klaas.

## Listado de canciones
| Descarga Digital |                                             |          |  |
| N.º              | Título                                      | Duración |  |
| 1.               | «Bomba» (Álbum Versión)                     | 2:55     |  |
| 2.               | «Bomba» (Kework & Cocozza Remix Club Edit)  | 4:16     |  |
| 3.               | «Bomba» (Kework & Cocozza Remix Radio Edit) | 2:54     |  |
| 4.               | «Bomba» (Klaas Club Mix)                    | 5:00     |  |
| 5.               | «Bomba» (Klaas Radio Edit)                  | 2:46     |  |
| 6.               | «Bomba» (Klaas Radio Mix)                   | 2:53     |  |